# Calamomyia consobrina
Calamomyia consobrina är en tvåvingeart som först beskrevs av Ephraim Porter Felt 1907.  Calamomyia consobrina ingår i släktet Calamomyia och familjen gallmyggor. Inga underarter finns listade i Catalogue of Life.